# Гербовые ворота (Вавель)

Расположение на карте Вавеля

Гербовые ворота (пол. Brama Herbowa) — одни из трёх существующих в настоящее время ворот Вавеля, Краков, Польша. Находятся на северной стороне фортификационных сооружений Вавеля возле памятника Тадеушу Костюшко. Ворота внесены в реестр охраняемых памятников Малопольского воеводства.
Ворота был сооружены в 1921 году по проекту польского архитектора Адольфа Шишко-Богуша на месте фортификационного въезда, сооружённого австрийскими властями в XIX веке.
Гербовые ворота увенчаны гербами Польши, Литвы и Русского воеводства.